# 羅基特涅 (亞戈京區)
50°19′36″N 31°48′48″E / 50.32667°N 31.81333°E
羅基特內（烏克蘭語：Рокитне）是位於烏克蘭北部的村莊，由基辅州鲍里斯皮尔区的亞霍滕市鎮負責管轄。該村始建於1625年，面積0.87平方公里，海拔高度122米，2001年人口102，人口密度每平方公里117.2人。